# Campionati europei di atletica leggera indoor 2023 - 1500 metri piani femminili
La gara dei 1500 metri piani femminili ai campionati europei di atletica leggera indoor di Istanbul 2023 si svolge dal 2 al 3 marzo 2023 presso l'Ataköy Athletics Arena.

## Podio
| Pos.    | Atleta          | Nazionalità   |
| ------- | --------------- | ------------- |
| Oro     | Laura Muir      | Gran Bretagna |
| Argento | Claudia Bobocea | Romania       |
| Bronzo  | Sofia Ennaoui   | Polonia       |

## Qualificazione
24 atleti sono qualificati, sulla base del minimo indoor di 3'37"40 (all’aperto: 3'32"80) e dei World Athletics Rankings. Il miglior tempo di accredito è il 3:32.38 del norvegese Jakob Ingebrigtsen, già primatista mondiale.

## Record
| Record                | Record        | Record  | Record            | Record          |
| --------------------- | ------------- | ------- | ----------------- | --------------- |
| Record mondiale       | Gudaf Tsegay  | 3'53"09 | Liévin, Francia   | 9 febbraio 2021 |
| Record europeo        | Abeba Aregawi | 3'57"91 | Stoccolma, Svezia | 6 febbraio 2014 |
| Record dei campionati | Laura Muir    | 4'02"39 | Belgrado, Serbia  | 4 marzo 2017    |

## Programma
| Data         | Ora   | Turno    |
| ------------ | ----- | -------- |
| 3 marzo 2023 | 11:30 | Batterie |
| 4 marzo 2023 | 20:00 | Finale   |

## Risultati

### Batterie
Si qualificano alla finale le prime tre atlete di ogni batteria (Q) e i tre migliori tempi (q).
| Pos. | Batt. | Atleta                  | Nazione       | Tempo   | Note                          |
| ---- | ----- | ----------------------- | ------------- | ------- | ----------------------------- |
| 1    | 1     | Claudia Bobocea         | Romania       | 4'07"63 | Q                             |
| 2    | 1     | Sofia Ennaoui           | Polonia       | 4'07"91 | Q                             |
| 3    | 1     | Katie Snowden           | Gran Bretagna | 4'08"27 | Q                             |
| 4    | 1     | Sintayehu Vissa         | Italia        | 4'08"54 | q                             |
| 5    | 1     | Vera Hoffmann           | Lussemburgo   | 4'08"73 | q                             |
| 6    | 1     | Hanna Hermansson        | Svezia        | 4'09"32 | q                             |
| 7    | 3     | Esther Guerrero         | Spagna        | 4'10"48 | Q                             |
| 8    | 3     | Ellie Baker             | Gran Bretagna | 4'10"65 | Q                             |
| 9    | 3     | Kristiina Mäki          | Rep. Ceca     | 4'10"86 | Q                             |
| 10   | 3     | Nathalie Blomqvist      | Finlandia     | 4'10"91 |                               |
| 11   | 3     | Marissa Damink          | Paesi Bassi   | 4'11"38 |                               |
| 12   | 3     | Şilan Ayyildiz          | Turchia       | 4'11"55 | Miglior prestazione personale |
| 13   | 3     | Salomé Afonso           | Portogallo    | 4'16"59 |                               |
| 14   | 1     | Berenice Cleyet-Merle   | Francia       | 4'18"58 |                               |
| 15   | 2     | Laura Muir              | Gran Bretagna | 4'23"20 | Q                             |
| 16   | 2     | Marta Pen Freitas       | Portogallo    | 4'23"30 | Q                             |
| 17   | 2     | Águeda Marqués          | Spagna        | 4'23"39 | Q                             |
| 18   | 2     | Weronika Lizakowska     | Polonia       | 4'23"57 |                               |
| 19   | 2     | Federica Del Buono      | Italia        | 4'23"59 |                               |
| 20   | 2     | Joceline Wind           | Svizzera      | 4'25"14 |                               |
| 21   | 2     | Lenuta Petronela Simiuc | Romania       | 4'29"07 |                               |

### Finale[2]
| Pos.    | Nome              | Nazionalità   | Tempo   | Note                                     |
| ------- | ----------------- | ------------- | ------- | ---------------------------------------- |
| Oro     | Laura Muir        | Gran Bretagna | 4'03"40 |                                          |
| Argento | Claudia Bobocea   | Romania       | 4'03"76 | Miglior prestazione personale            |
| Bronzo  | Sofia Ennaoui     | Polonia       | 4'04"06 | Miglior prestazione personale            |
| 4       | Esther Guerrero   | Spagna        | 4'04"86 | Miglior prestazione personale            |
| 5       | Katie Snowden     | Gran Bretagna | 4'07"68 |                                          |
| 6       | Marta Pen Freitas | Portogallo    | 4'07"95 | Miglior prestazione personale stagionale |
| 7       | Águeda Marqués    | Spagna        | 4'08"72 | Miglior prestazione personale            |
| 8       | Vera Hoffmann     | Lussemburgo   | 4'10"03 |                                          |
| 9       | Sintayehu Vissa   | Italia        | 4'10"05 |                                          |
| 10      | Hanna Hermansson  | Svezia        | 4'10"48 |                                          |
| 11      | Ellie Baker       | Gran Bretagna | 4'10"96 |                                          |
| -       | Kristiina Mäki    | Rep. Ceca     | dnf     |                                          |